# Bianca Brahmer Svendsen
Bianca Brahmer Svendsen (1996) er en dansk atletikudøver, som startede sin karriere i Viking Rønne på Bornholm. Senere flyttede hun til Sparta, hvor hun var i fem år. Dernæst var Bianca medlem i Hvidovre AM. Hun har trænet og træner sammen med sin storesøster Sara, som begge har haft deres far Tino Brahmer Svendsen som træner indenfor atletikken. De har boet i Albertslund i en længere årrække, og den daglige træning foregik på Glostrup Stadion.

## Karriere
Bianca Brahmer Svendsen har repræsenteret Danmark ved den Nordiske Junior Landskamp i Espoo, Finland i 2013, og i 2014 i Kristiansand Norge. Begge gange på 4 x 400 meter stafetholdet. I 2014 blev det også til en debut på U23-landsholdet – ligeledes på 4 x 400 meter stafetholdet. I 2013 var hun med på det danske landshold i Kaunas, Litauen sammen med sin søster Sara på 4 x 400 meter stafetholdet. 

## Danske mesterskaber
- Sølv 2014 200 meter

Junior 19
- Sølv 2014 400 meter

Ungdom 17
- Guld 2013 400 meter

## Personlige rekorder
- 100 meter : 12,82[2] ( 2014 )
- 200 meter : 26,02 ( 2014 )
- 300 meter : 41,69 ( 2013 )
- 400 meter : 58,14 ( 2014 )